# Manur Thimmanahalli, Koratagere
Manur Thimmanahalli là một làng thuộc tehsil Koratagere, huyện Tumkur, bang Karnataka, Ấn Độ.